# Mykolaïvka (oblast de Soumy)
Mykolaïvka (ukrainien : Миколаївка, russe : Николаевка) est une commune urbaine de l'oblast de Soumy, en Ukraine. Elle compte 4 153 habitants en 2021.